# Carolco Pictures
Carolco Pictures, Andrew G. Vajna és Mario F. Kassar filmvállalata, ami 1976-tól 1996-ig működött. Leghíresebb és egyben legsikeresebb filmje, a Terminátor 2. – Az ítélet napja.

## Története
A céget a magyar származású Andrew G. Vajna és a libanoni Mario F. Kassar alapította 1976-ban. A filmjeik nagy részét más stúdiókkal készítették társprodukcióban. A vállalat első jelentős kasszasikere, a David Morell regényéből készült, 1982-es Rambo – Első vér című film volt, Sylvester Stallone főszereplésével, azonban több kasszasiker is a nevükhöz kötődik, mint például a Terminátor második része, Elemi ösztön vagy a Cliffhanger – Függő játszma. A Carolco Pictures 1996-ban csődölt be és szűnt meg miután olyan anyagi bukásokat tudhattak magukénak, mint a Showgirls vagy A kincses sziget kalózai. Az utóbbi film 98 millió dollárba került és alig hozott többet mint 10 millió dollár.

## Filmográfia
| Gyártási év | Cím                                       | Megjegyzés                   |
| ----------- | ----------------------------------------- | ---------------------------- |
| 1982.       | Rambo – Első vér                          | forgalmazó                   |
| 1985.       | Rambo II.                                 | forgalmazó                   |
| 1987.       | Különös kegyetlenséggel                   | forgalmazó                   |
| 1987.       | Nyomkereső                                | forgalmazó                   |
| 1988.       | Elpusztíthatatlanok                       | forgalmazó                   |
| 1988.       | Beszélő kutyák csodacsontja               |                              |
| 1988.       | Rambo III.                                |                              |
| 1988.       | Vörös zsaru                               |                              |
| 1988.       | Vasmadarak 2                              |                              |
| 1988.       | Gyilkos kísérlet                          |                              |
| 1989.       | Sokkoló                                   | forgalmazó                   |
| 1989.       | A varázsló                                | forgalmazó                   |
| 1989.       | Mélytengeri szörnyeteg                    |                              |
| 1989.       | Food of the Gods II                       |                              |
| 1989.       | A bosszú börtönében                       |                              |
| 1989.       | Johnny, a jóarcú                          |                              |
| 1989.       | Music Box                                 |                              |
| 1990.       | Bloodmoon                                 | forgalmazó                   |
| 1990.       | Hosszú az út hazáig                       | forgalmazó                   |
| 1990.       | Hajszál híján                             | forgalmazó                   |
| 1990.       | A Hold hegyei                             |                              |
| 1990.       | Dangerous Passion                         | TV-film                      |
| 1990.       | Félelembe zárva                           | TV-film                      |
| 1990.       | Total Recall – Az emlékmás                |                              |
| 1990.       | Air America                               |                              |
| 1990.       | Bújj, bújj, ördög!                        |                              |
| 1990.       | Gyermekáldás                              | TV-film                      |
| 1990.       | Jákob lajtorjája                          |                              |
| 1990.       | Hamlet                                    |                              |
| 1991.       | Dice Rules                                | forgalmazó                   |
| 1991.       | Együtt a banda                            |                              |
| 1991.       | L.A. Story – Az őrült város               |                              |
| 1991.       | The Doors                                 |                              |
| 1991.       | Chernobyl: The Final Warning              | TV-film                      |
| 1991.       | Szélhámosok hajója                        |                              |
| 1991.       | Terminátor 2. – Az ítélet napja           |                              |
| 1991.       | The Making of 'Terminator 2: Judgment Day | TV-film, werkfilm            |
| 1991.       | A jog hálójában                           |                              |
| 1991.       | Rózsa és tövis                            |                              |
| 1991.       | Get Back                                  |                              |
| 1991.       | A sötét szél                              |                              |
| 1992.       | Könnyű altató                             | forgalmazó                   |
| 1992.       | Ászok: Vasmadarak III                     |                              |
| 1992.       | Variációk két ökölre                      | TV-film                      |
| 1992.       | Elemi ösztön                              |                              |
| 1992.       | Tökéletes katona                          |                              |
| 1992.       | Making of 'Universal Soldier'             | TV-film, werkfilm            |
| 1992.       | Chaplin                                   |                              |
| 1993.       | Cliffhanger – Függő játszma               |                              |
| 1993.       | Az utolsó akcióhős                        | csak szerzői jog (copyright) |
| 1994.       | Mona Must Die                             |                              |
| 1994.       | A nagy kereszteshadjárat                  |                              |
| 1994.       | Elég a vadnyugatból!                      |                              |
| 1994.       | Csillagkapu                               |                              |
| 1995.       | Last of the Dogmen                        |                              |
| 1995.       | Showgirls                                 |                              |
| 1995.       | A kincses sziget kalózai                  |                              |

## Lásd még
- C2 Pictures
- Cinergi Pictures

## Fordítás
- Ez a szócikk részben vagy egészben  a   Carolco Pictures című angol Wikipédia-szócikk fordításán alapul.  Az eredeti cikk szerkesztőit annak laptörténete sorolja fel. Ez a jelzés csupán a megfogalmazás eredetét és a szerzői jogokat jelzi, nem szolgál a cikkben szereplő információk forrásmegjelöléseként.